# Adolf Pascher
Adolf Alois Pascher (* 31. Mai 1881 in Tusset, Österreich-Ungarn; † 7. Mai 1945 in Prag oder Hirschberg) war ein böhmischer Botaniker. Sein offizielles botanisches Autorenkürzel lautet „Pascher“.

## Leben
Pascher war der Sohn eines Lehrers, besuchte das Gymnasium in Krummau und studierte Naturwissenschaften an der Deutschen Universität in Prag, wo er sich bald der Botanik zuwandte und ab 1902 Demonstrator war. 1905 wurde er promoviert und 1909 habilitierte er. Mit Viktor Langhans gründete er 1908 in Hirschberg eine hydrobiologische Arbeitsstelle. Er wurde 1912 außerordentlicher Professor für pharmazeutische Botanik und Kryptogamenkunde, 1927 ordentlicher Professor (Professor ad personam) und 1933 Direktor des Botanischen Instituts und des Botanischen Gartens der Deutschen Universität in Prag.
In den letzten Kriegswirren beging er am 7. Mai 1945 Suizid.
Pascher war ein bekannter Forscher auf dem Gebiet der Süßwasser-Algen und war eine Autorität auf dem Gebiet der Algen-Systematik. Zu deren Systematik zog er eigene genaue Beobachtungen zu deren Organisationsstufen heran. Er beschrieb zahlreiche neue Arten und Gattungen, befasste sich mit Symbiose und Genetik von Algen und schrieb Monographien über die Algengruppen Tribophyceae (Gelbgrüne Algen, Heterokonten) und Volvocales. Er veröffentlichte auch über Nachtschattengewächse.
1934 wurde er Mitglied der Leopoldina. Er war Mitglied der Linnean Society of London und Ehrendoktor in Brüssel (1934).
Er war Mitherausgeber des Archivs für Protistenkunde und der Beihefte zum Botanischen Centralblatt. Außerdem arbeitete er am Handbuch der Pflanzenanatomie von K. Linsbauer mit.

## Ehrungen
Nach Pascher benannt sind die Algengattungen Pascherella W.Conrad, Pascheria W.Conrad, Pascherina P.C.Silva und Pascherinema G.De Toni.

## Schriften
- als Herausgeber und Mitautor: Süßwasserflora Deutschlands, Österreichs und der Schweiz, ab 1913, viele Bände (ab 1930 als Süßwasserflora von Mitteleuropa)
  - von Pascher u. a. Flagellatae mit E. Lemmermann in Heft 1/2 (1913/14) und Cyanochloridinae – Chlorobakteriaceae mit L. Geitler in Heft 12 (1925), Heterokontae-Phaeophyceae-Rhodophyceae (Heft 11, 1925)
- Heterokonten, 6 Lieferungen, hrsg. von R. Kolkwitz, in: Dr. L. Rabenhorsts Kryptogamen-Flora Deutschlands, Österr. und der Schweiz 11, Lfg. 1–6, 1937–1939